# Traitement spécial
Pour plus de détails, voir Fiche technique et Distribution.
Traitement spécial (Poseban Tretman) est un film yougoslave réalisé par Goran Paskaljević, sorti en 1980.

## Fiche technique
- Titre original : Poseban Tretman
- Titre français : Traitement spécial
- Réalisation : Goran Paskaljević
- Scénario : Filip David, Dušan Kovačević (pièce, scénario), Goran Paskaljević
- Décors : Dragoljub Ivkov
- Costumes : Ljiljana Dragovic
- Photographie : Aleksandar Petkovic
- Montage : Olga Skrigin (sr)
- Musique : Vojislav Kostic
- Production : Dan Tana, Milan Zmukic
- Société(s) de production : Centar Film, Dan Tana
- Société(s) de distribution :  New Yorker Films
- Pays d'origine : Yougoslavie
- Année : 1980
- Langue originale : serbo-croate
- Format : couleur (Eastmancolor) – 35 mm – mono
- Genre : comédie dramatique
- Durée : 94 minutes
- Dates de sortie : 
  - Yougoslavie : 29 janvier 1980
  - France : 12 mai 1980 (Festival de Cannes 1980)

## Distribution
- Ljuba Tadic : docteur Ilic
- Danilo Bata Stojkovic[1] : Steva
- Dusica Zegarac : Jelena
- Milena Dravic : Kaca
- Milan Srdoc : Ceda
- Petar Kralj : Marko
- Radmila Zivkovic : Mila
- Bora Todorovic : Rade
- Bata Živojinović : le directeur

## Distinctions

### Récompense
- Festival de Cannes 1980 :
  - Prix du meilleur second rôle féminin pour Milena Dravic (ex æquo avec Carla Gravina dans La Terrasse)

### Nominations
- Festival de Cannes 1980 :
  - Palme d'or pour Goran Paskaljević
- Golden Globes 1981 :
  - Meilleur film étranger